# Omeprazol
Omeprazol ist ein Arzneistoff aus der Gruppe der Protonenpumpenhemmer, der zur Behandlung von Magen- und Zwölffingerdarmgeschwüren sowie bei Refluxösophagitis eingesetzt wird.

## Klinische Angaben
Die Verabreichung von Omeprazol erfolgt in der Regel als magensaftresistente Tablette oder Kapsel, seltener auch per Infusionslösung.

Mechanismus der irreversiblen Hemmung

### Anwendungsgebiete
- Behandlung des Zwölffingerdarmgeschwürs (Ulcus duodeni)
- Behandlung des Magengeschwürs (Ulcus ventriculi)
- Behandlung der durch Rückfluss von Magensaft verursachten Entzündung der Speiseröhre (Refluxösophagitis)
- Behandlung von Symptomen, die durch den Rückfluss von Magensäure in die Speiseröhre verursacht werden (Refluxkrankheit, Sodbrennen)
- Behandlung des Zollinger-Ellison-Syndroms
- Verhinderung des Wiederauftretens einer Speiseröhrenentzündung oder von Geschwüren des Magens und Zwölffingerdarms, die durch die Einnahme von bestimmten Schmerz- bzw. Rheumamitteln (so genannten nicht-steroidalen Antiphlogistika) bedingt sind
- Kombinationstherapie von Helicobacter pylori-Infektionen

### Art der Anwendung
Die Behandlung akuter Formen der im Abschnitt Anwendungsgebiete genannten Erkrankungen (Zwölffingerdarmgeschwür, Magengeschwür, Refluxkrankheit und dadurch verursachte Speiseröhrenentzündung) erfolgt mit magensaftfesten Omeprazol-Tabletten oder Kapseln; wenn erforderlich, ist auch die Infusion möglich.
Zur Beseitigung des Helicobacter pylori wird Omeprazol ausschließlich mit Antibiotika wie Clarithromycin und Amoxicillin bzw. Metronidazol kombiniert (so genannte Eradikationstherapie).
In der Eradikationstherapie und in der Langzeitbehandlung kommen nur perorale Arzneiformen zur Anwendung.

### Gegenanzeigen
Überempfindlichkeit gegenüber Wirkstoff oder Hilfsstoff. Kombination mit Atazanavir. Kombination mit Clarithromycin und gleichzeitige Einnahme von Terfenadin, Astemizol, Cisaprid oder Carbamazepin. Laut aktuellen Empfehlungen solle möglichst keine Gabe in Kombination mit Clopidogrel erfolgen (Ausweichen auf H2-Rezeptor-Antagonist).

### Wechselwirkungen mit anderen Medikamenten
Omeprazol wird in der Leber über Cytochrom P450, hauptsächlich über die Variante CYP2C19 (daneben auch Cytochrom P450 1A2) verstoffwechselt. Das Cytochrom CYP2C19 wird durch Omeprazol gehemmt. Klinisch relevante Arzneimittelinteraktionen sind allerdings sehr selten. Die Beschäftigung des Enzyms CYP2C19 mit dem Abbau von Omeprazol kann zur vorübergehenden Akkumulation eines anderen Wirkstoffs oder seiner Vorstufe im gleichen Abbauweg führen. Diese Akkumulation kann die Wirkung eines Wirkstoffs verstärken und die Wirkung eines Vorläufers vermindern (da ein Vorläufer weniger in die aktive Form konvertiert wird). Die häufigste Wechselwirkung besteht mit Vitamin-K-Antagonisten. Das Risiko einer solchen Wechselwirkung beträgt nach Daten der Food and Drug Administration 0,09 pro eine Million verordnete Packungen des Medikaments. Noch seltener kamen Interaktionen mit Phenytoin oder Benzodiazepinen vor. Ebenso ist eine Mutation des CYP2C19 bekannt, welche zu einem langsameren Abbau aller Protonenpumpenhemmer führt. Die Mutation kommt in Asien mit einer Häufigkeit von rund 20 % vor. Es liegt eine Interaktion mit dem Gerinnungshemmer Clopidogrel vor, welches über dasselbe Enzym verstoffwechselt wird. Da CYP2C19 von Omeprazol gehemmt wird, nimmt die Umwandlung von Clopidogrel in den aktiven Metaboliten ab. Bei Pantoprazol ist diese Wechselwirkung seltener. Von der gleichzeitigen Anwendung rät die Europäische Arzneimittelagentur ab.

### Anwendung während Schwangerschaft und Stillzeit
Omeprazol gilt in der Schwangerschaft als Mittel der zweiten Wahl, wenn Antazida oder Ranitidin beziehungsweise Cimetidin nicht mehr ausreichen. Während der Schwangerschaft und der Stillzeit sollte das Medikament möglichst nicht angewendet werden, es sei denn, der Arzt hält dies für unbedingt erforderlich.

### Unerwünschte Wirkungen
Als Nebenwirkungen wurden gastrointestinale Störungen, Anstieg der Leberwerte, Hautreaktionen, Müdigkeit, Schlafstörungen, Schwindel, Gelenkbeschwerden, Kopfschmerzen, Haarausfall, Seh-, Hör- und Geschmacksstörungen und Polyneuropathie beobachtet. Außerdem kommt es unter der Therapie mit Omeprazol zu einer verminderten Verfügbarkeit des intrinsic-factors, was wiederum zu einer unzureichenden Aufnahme von Vitamin B12 führt. Sehr selten, aber gefährlich sind Pankreatitis, Hepatitis, Blutbildveränderungen, Stevens-Johnson-Syndrom, Sehstörungen.
Einer Studie von 2009 zufolge birgt der Einsatz von Protonenpumpenhemmern möglicherweise die Gefahr einer Abhängigkeit. Nach einer Bonner Studie von 2016 hatten ältere Menschen, die Pantoprazol oder Omeprazol über längere Zeit einnahmen, ein erhöhtes Demenzrisiko. In einer Untersuchung von Verdachtsfallmeldungen an die FDA fand sich eine massive Erhöhung des Risikos für schwere Nierenerkrankungen für Protonenpumpenblocker, verglichen mit H2-Säureblockern. Im Jahr 1992 wurden Fälle von Impotenz und Gynäkomastie (Brustvergrößerung) als unerwünschte Nebenwirkung von Omeprazol berichtet.

## Anwendung bei Tieren
Bei Katzen muss Omeprazol zweimal täglich verabreicht werden, um eine signifikante Erhöhung des Magen-pH-Wertes zu erzielen.
Bei Pferden muss Omeprazol einmal täglich in einer Dosierung von 4 mg/kg Körpergewicht bei der Behandlung von Magengeschwüren (Equine-Gastric-Ulcer-Syndrom) verabreicht werden.

## Wirkungsmechanismus
Omeprazol ist ein Prodrug und wird an seinem Wirkungsort, den säureproduzierenden Belegzellen des Magens, in den eigentlich aktiven Metaboliten (ein Sulfenamid) umgewandelt, der die Protonen-Kalium-ATPase (die „Protonenpumpe“) in diesen Zellen irreversibel hemmt. Diese Hemmung wird durch eine Adduktbildung ausgelöst, da der Metabolit unter Ausbildung einer Disulfidbrücke an das Protein addiert. Dadurch kommt es zu einer Verminderung der Säureproduktion im Magen und der pH-Wert des Magensafts steigt an.

### Aufnahme und Verteilung im Körper
Omeprazol ist säureempfindlich und wird daher in einer magensaftresistenten Darreichungsform verabreicht. Die maximale Plasmakonzentration wird nach 1–3 Stunden erreicht. Die Plasmahalbwertszeit beträgt 40 Minuten. Es wird zu 80 % nach Verstoffwechselung in der Leber mit dem Urin ausgeschieden.
Die Bioverfügbarkeit liegt bei 35 % und steigt bei wiederholter Gabe auf 60 %.

## Sonstiges

### Stereochemie
Omeprazol besitzt ein Stereozentrum am Schwefelatom und kommt in Form seines Magnesiumsalzes sowohl als Racemat [1:1-Gemisch des (S)-Enantiomers und des (R)-Enantiomers] als auch als reines (S)-Enantiomer (Esomeprazol) zum Einsatz als Arzneistoff.

### Entwicklungsgeschichte
Omeprazol war der erste in die Therapie eingeführte Protonenpumpenhemmer und wurde als gut verträgliches Magenarzneimittel in den 1990er Jahren zum Kassenschlager des britisch-schwedischen Pharmakonzerns AstraZeneca. Dessen Omeprazol-Präparate Antra und Prilosec hatten jährliche Umsätze von mehr als 5 Milliarden Euro. Kurz vor dem Patentablauf von Omeprazol brachte AstraZeneca 1998 (man vermutet, um die eigene Marktposition im Hinblick auf den zu erwartenden Wettbewerb mit generischen Markteinführungen zu stärken) eine neue Arzneiform auf den Markt: das Multiple Unit Pellet System (MUPS).
Antra MUPS-Tabletten sind Komprimate aus kleinen, magensaftresistent überzogenen Pellets, die bei Kontakt mit Flüssigkeit rasch zerfallen. Dies soll eine besonders gute Bioverfügbarkeit ermöglichen. Eine therapeutische Überlegenheit des MUPS gegenüber konventionellen Omeprazol-Filmtabletten oder -Kapseln ist nicht nachgewiesen, aber die Pellets lassen sich leicht anwenden bei Patienten, die per Sonde ernährt werden oder auch sonst Tabletten nicht schlucken können. Nach dem Patentablauf vom Omeprazol 1999 kam AstraZeneca 2000 mit dessen (S)-Enantiomer (Esomeprazol, Nexium) auf den Markt. Da Esomeprazol vermehrt über CYP2A19 und somit langsamer verstoffwechselt wird als racemisches Omeprazol, resultiert eine verlangsamte Plasmaspiegelabsenkung und somit bessere Bioverfügbarkeit im Vergleich zum Racemat. Aufgrund des Wirkungsmechanismus der Protonenpumpenhemmer ist die therapeutische Relevanz fraglich.
Eine Neuerung waren Omeprazol-Natriumhydrogencarbonat-Formulierungen (Zegerid) der US-amerikanischen Firma Santarus im Jahr 2004, die keinen magensaftresistenten Überzug benötigen und zusätzliche Darreichungsformen ermöglichen sowie den Wirkstoff besonders rasch frei setzen sollen. Die Kombination gibt es als Suspension zum Einnehmen und als Kapseln.

## Handelsnamen
Monopräparate
Antra MUPS (D), Ecomep (CH), Gastracid (D), Gastrobene (A), Gastroplex (A), Losec (A), Medoprazol (A), Novec (A), Omec (A), Omep (D), Omeprax (CH), Omezol (CH), Oprazol (CH), Ulcozol (D), Ulnor (D), Progastim (PL) und weitere Generika.
Tiermedizin
GastroGard (D, A), Pepticure (D), Peptizole (A), Ulcergold (NL)